# Tlacuilola, Hidalgo
Tlacuilola är en ort i Mexiko.   Den ligger i kommunen Pisaflores och delstaten Hidalgo, i den centrala delen av landet, 200 km norr om huvudstaden Mexico City. Tlacuilola ligger 986 meter över havet och antalet invånare är 393.
Terrängen runt Tlacuilola är bergig åt nordväst, men åt sydost är den kuperad. Runt Tlacuilola är det ganska glesbefolkat, med 42 invånare per kvadratkilometer. Närmaste större samhälle är Chapulhuacán, 18,1 km sydost om Tlacuilola. I omgivningarna runt Tlacuilola växer huvudsakligen savannskog.